# Good Night (película)
Good Night - película brasileña del actor y director Paulo Leão. Creada en 2023, completamente en blanco y negro y sin líneas, la película es la primera incursión del director en el género de terror . 

## Sinopsis
Good Night explora la sensación de miedo provocada por ruidos extraños que suceden en una casa por la noche. El morador de la casa tiene que afrontar esta situación y afrontar sus posibles consecuencias. 

## Lanzamiento y carrera
El lanzamiento fue en 2023, en versión reducida en el Festival Internacional do Minuto . 
En 2024, en versión extendida, la película Good Night entró en la selección oficial del Black & White Film Festival, en Toronto - Canadá, donde recibió el Premio a la Mejor Película de Terror. 
También en 2024, en Canadá, Good Night fue premiada como Lo Mejor del Cine Sudamericano, en el Festival SCI-FI/Fantasy de Toronto. 

## Producción y reparto
Good Night sigue la línea del cine independiente muy utilizada por el director Paulo Leão, donde una vez más combina los roles de actor, director y guionista.  

## Festivales y países
Selecciones oficiales:

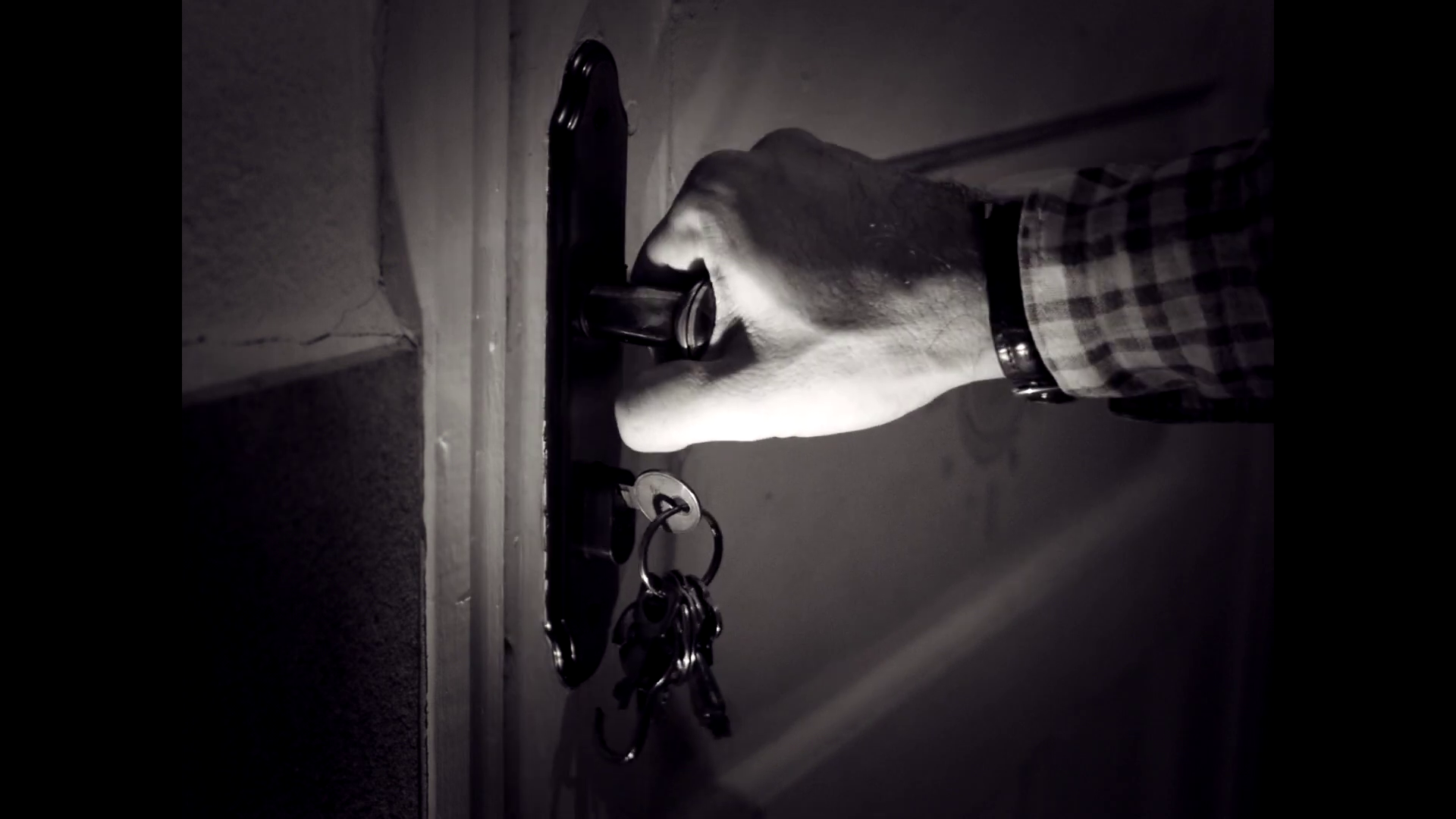
Escena de la película Good Night.

- Festival Internacional do Minuto 2023 - Brasil
- Black & White Film Festival 2024 - Canadá
- Toronto Fantasy/SCI-Fi Film & Screenplay Festival 2024 - Canadá
- Lift-Off Sessions 2024 - Reino Unido
- Shortverse 2024 - plataforma de cortometrajes - streaming [8]
- Hollywood North International Film Festival 2025 - Canadá
- Lift-Off Filmmakers Sessions 2025

## Premios y nominaciones
| Año  | Otorgar                                          | Categoría                            | Posición  | Resultado  | Árbitro |
| ---- | ------------------------------------------------ | ------------------------------------ | --------- | ---------- | ------- |
| 2024 | Black & White Film Festival - March 2024         | Premio a la mejor película de terror | Finalista | Nominado   | [ 1 ]   |
| 2024 | Black & White Film Festival - March 2024         | Premio a la mejor película de terror | Finalista | Ganador    | [ 9 ]   |
| 2024 | Toronto SCI-FI/Fantasy Festival - April 2024     | Premios del público                  | Finalista | En proceso | [ 10 ]  |
| 2024 | Toronto SCI-FI/Fantasy Festival - April 2024     | Lo mejor del cine sudamericano       | Finalista | Ganador    | [ 5 ]   |
| 2025 | Hollywood North International Film Festival 2025 | Mejor Director - Premios del público | Finalista | Nominado   | [ 11 ]  |